# Paraxerus vincenti
Paraxerus vincenti is een zoogdier uit de familie van de eekhoorns (Sciuridae). De wetenschappelijke naam van de soort werd voor het eerst geldig gepubliceerd door Hayman in 1950.